# Vedere din Delft (Vermeer)
 Vedere din Delft  (neerlandeză Gezicht op Delft) este o pictură terminată prin 1660 – 1661 de pictorul olandez Johannes Vermeer.  Este găzduită de Mauritshuis din Haga.

## Descrie
Vederile topografice ale orașelor au devenit o tradiție la momentul în care Vermeer a pictat această pânză celebră.  Hendrik Vroom a fost autorul a două asemenea lucrări care descriau Delft, însă ele sunt mult mai arhaice privite sub aspectul abordării panoramice pentru că adoptă o execuție tradițională care se poate vedea și în două vederi panoramice de localități făcute de Hercules Seghers, și care se află la muzeul din Berlin.  Acest ultim menționat artist a fost unul din primii care au folosit telescopul inversat al lui Galilei pentru a transcrie imagini preliminare ce păstrează proporțiile lor (mai mult decât dublu în înălțime față de lățime) într-un format mult mai convențional pentru picturile lui.

### Istoric
Vermeer și-a conceput Vederea din Delft la fața locului, dar instrumentul optic îndreptat spre oraș care i-a dat artistului translatarea proporțiilor pe pânză, pe care o admirăm pentru cincizia și structura sa specială, nu a fost camera obscură, ci telescopul inversat.  Doar telescopul inversat condensează vederea panoramică a unui sector dat, micșorează figurile din planul apropiat până la o mărire mai mică decât normală, scoate în evidență planul apropiat așa cum se vede în imagine și în aceeași măsură face ca restul compoziției să se retragă în spațiu.  Imaginea astfel obținută ne oferă un efect optic care, fără a fi unic în pictura Țărilor de Jos din secolul XVII, așa cum se spune transmite o vedere de oraș care este unită în compoziție și învăluită atmosferic într-o lumină caldă.
Putem admira orașul, dar nu este o vedere de profil a unei așezări, ci o reprezentare idealizată a Delft-ului, cu principalele lui caracteristici simplificate, iar apoi introduse în cadrul unui port care oglindește în apă reflexii alese și un bogat cer cu formațiuni de nori care se țes peste el.

### Referiri la picturile lui Vermeer
Vedere din Delft este, cronologic, ultima pictură a lui Vermeer care a fost executată cu o pigmentare bogată și plină, cu accente de culoare puse cu un penel foarte încărcat.  Artistul s-a întrecut pe sine în redarea orașului său natal, care stă ca o interpretare a naturii cu adevărat măreață.
În faimosul ciclu de romane În căutarea timpului pierdut (franceză À la recherche du temps perdu) al scriitorului Marcel Proust, această pictură a lui Vermeer joacă un rol foarte important.  Pentru Proust, Vermeer era cel mai important pictor din toate timpurile.  În anul 1921 scriitorul vizitase la Jeu de Paume o expoziție cu lucrări de Vermeer, lucru care i-a fost fatal (Proust fiind bolnav; a murit în 1922).  Această pictură inspiră un moment important în Captiva (franceză La prisonnière), roman din ciclul menționat.